# 광주송정도서관
광주송정도서관은 광주광역시 광산구 소재의 도서관이다.

## 연혁
- 1990년 4월 10일 개관.

## 시설현황
- 지하1층: 기계실, 전기실, 서고
- 1층: 어린이실, 유아실, 장애인실, 강의실, 안내실
- 2층: 정보자료실, 간행물실, 휴게실, 전산실, 문헌정보과
- 3층: 남자열람실, 여자열람실, 관장실, 관리과
- 4층: 1강의실, 2강의실, 3강의실, 동아리방

```
5층
```

## 이용 안내
열람실
자료실